# Sabulodes rotundata
Sabulodes rotundata là một loài bướm đêm trong họ Geometridae.